# Photobucket
Photobucket（フォトバケット）は、アメリカ合衆国の画像管理・動画共有サービスのオンラインコミュニティである。
1億人以上の登録利用者から100億枚の画像を共有しており、毎日400万の画像及び動画を新たに登録している。
本部はデンバー、支部はニューヨーク、サンフランシスコ、ロサンゼルスにある。
2003年にTrinity Venturesの出資を受けアレックス・ウェルチ（Alex Welch）とダレン・クリスタル（Darren Crystal）により開設され、2007年にニューズ・コープ傘下のフォックス・インタラクティブ・メディアに買収された。
2009年12月に親会社がモバイル用画像アプリベンチャー企業のOntelaに売却し、社名をPhotobucket Incに変更した。
個人商用を問わず幅広く利用されており、投稿画像は頻繁にオンラインビジネスやインターネットオークション、eBayやCraigslistなどのクラシファイド広告にリンクしている。
2011年6月、広く普及したTwitterと提携し、Twitter標準の画像アップロードサービスとなった。2017年6月に無料サービス完全廃止したため、以降TwitterやeBayなどでの投稿で使われることは激減してしまった。

## 特徴

### アカウント
かつては無料アカウントもあったが、2017年6月以降有料アカウントのみである。
- 25  GB US$48.36/年
- 250 GB US$64.56/年
- 1 TB US$123.96/年

### 画像
圧縮やリサイズ不要で、携帯端末、カメラ、パソコンから作成されたGIF、JPG、JPEG、PNG、BMP（PNGに変換）に対応しているが、撮影コミュニティではrawファイル対応が望まれている。

### 動画
500MB以下で10分以下の3G2、3GP、3GP2、3GPP、AVI、DivX、FLV、gif、MOV、MP4、MPEG4、MPG4、MPEG、MPG、M4V、WMVに対応しており、各ファイルはMP4に変換される。